# Ronald Rabitsch
Ronald Rabitsch (* 3. Februar 1983) ist ein österreichischer Gewerkschaftsfunktionär und Politiker der SPÖ. Seit Juni 2024 ist er Erster Vizebürgermeister der Landeshauptstadt Klagenfurt am Wörthersee.

## Ausbildung und Beruf
Rabitsch besuchte die Volksschule in Eberndorf und maturierte am Alpen-Adria-Gymnasium in Völkermarkt. Nach dem Zivildienst in einem Pflegeheim machte er eine Ausbildung an der Schule für Gesundheits- und Krankenpflege in Klagenfurt, im Rahmen derer er eine psychiatrische Sonderausbildung absolvierte. Bis 2016 war Rabitsch als Diplomierter Gesundheits- und Krankenpfleger am Klinikum Klagenfurt am Wörthersee tätig, danach fokussierte er sich stärker auf die gewerkschaftliche Arbeit. Auch ein 2015 begonnenes Studium des Gesundheits- und Pflegemanagements beendete er aus diesem Grund vorzeitig.

## Politik und Funktionen
Von August 2016 bis April 2024 war Rabitsch stellvertretender Vorsitzender des  Betriebsrats am Klinikum Klagenfurt und von Juni 2020 bis Juli 2024 dessen Vorsitzender. Von 2019 bis Juli 2024 übte er parallel noch weitere Gewerkschaftsfunktionen aus, insbesondere war er Vizepräsident der Arbeiterkammer Kärnten (als Mitglied der Fraktion Sozialdemokratischer GewerkschafterInnen) und als Zentralbetriebsratsvorsitzender führender Vertreter der rund 8000 KABEG-Mitarbeiter. Gerade während der COVID-19-Pandemie tat sich Rabitsch als prononcierter Vertreter der Interessen des Gesundheitspersonals hervor.
Nach einigen politisch turbulenten Wochen stellte sich die SPÖ-Klagenfurt im Juni 2024 neu auf, der bisherige SPÖ-Vizebürgermeister Philipp Liesnig legte sein Amt zurück. Nach kurzer Beratung von Stadt- und Landespartei wurde Rabitsch am 24. Juni als neuer Vizebürgermeister vorgestellt, im Herbst 2024 soll er auch das Amt des Stadtparteivorsitzenden übernehmen. Zu seinen Agenden gehören Stadtentwicklung, Verkehrsplanung, Jugend, Integration sowie Schulen und Wissenschaft.